# Kyivstar

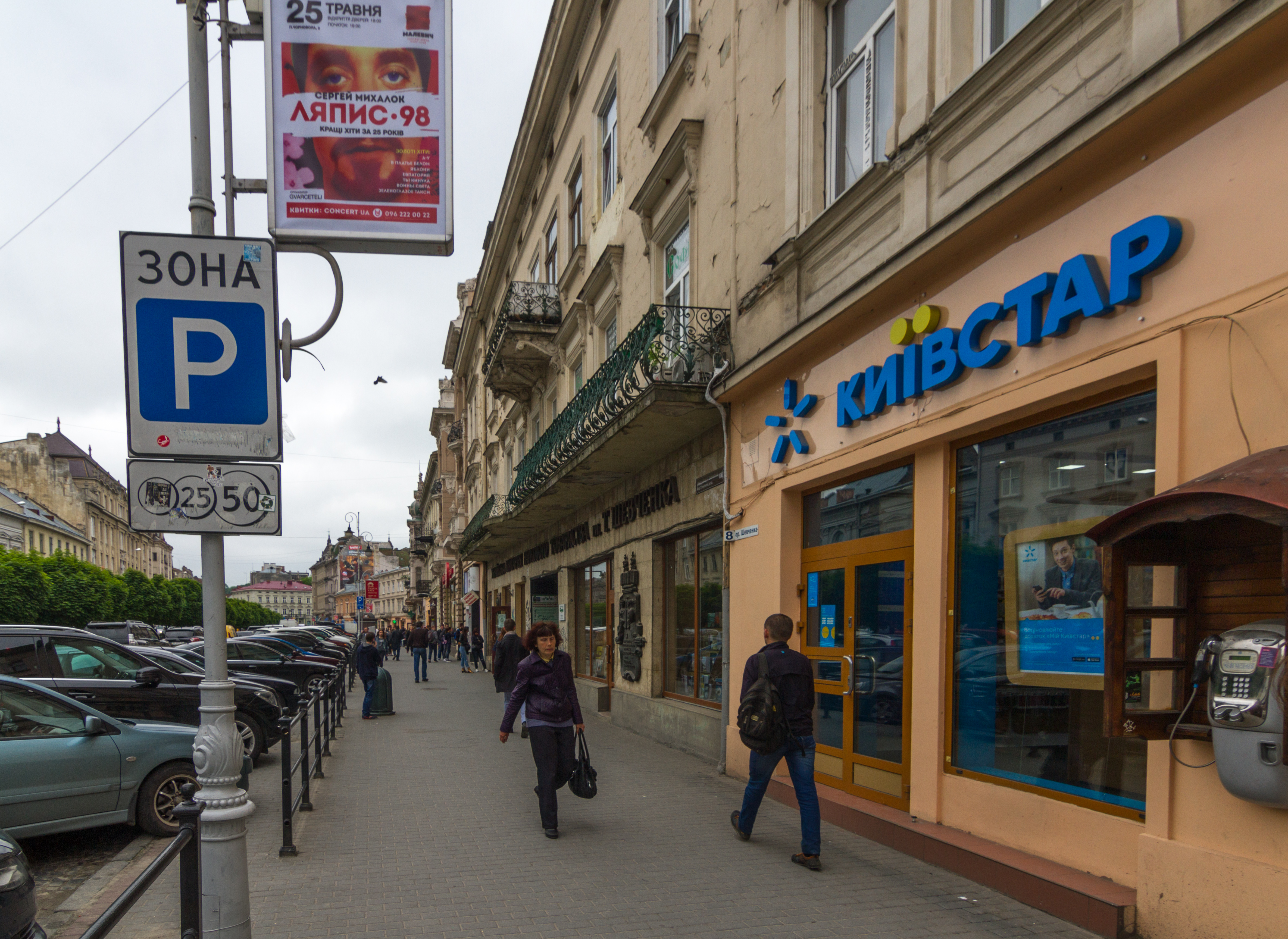
キーウスターの支店（在リヴィウ、2017年）

キーウスター（ウクライナ語: Київстар、英語: Kyivstar）は、ウクライナの首都キーウに本拠を置く同国最大の通信事業者で、移動体通信から始めて、その後光ファイバーによる固定電話サービスも行なっている。

## 概要
キーウスターは、1994年にウクライナで設立および登録され、1997年から移動体通信を提供していて、本社はキーウにある。現在はウクライナ最大のの電気通信会社であり、ウクライナの4G（LTE）を含む、幅広い固定およびモバイル技術に基づいた通信サービスとデータ伝送を提供している。国際通信グループのVEONの一部で、VEONはオランダに本社を置き、NASDAQに上場し、ユーロネクストにも上場している欧州連合の企業であり、米国、ヨーロッパ、および世界中の数千人の株主を含む投資家を擁している。しかし、VEONはキーウスターの過半数株式または支配権が持ったことはなかった。
キーウスターのモバイル・ネットワークは、ウクライナのすべての都市だけでなく、28,000以上の農村集落、すべての主要な国および地域のルート、ほとんどの海や川の岸をカバーしている。 2020年の時点で、ウクライナで最大の移動体通信事業者および最大のブロードバンドインターネットプロバイダーの1つになり、ウクライナで約2,600万人のモバイル顧客と100万人以上のブロードバンド固定インターネット顧客にサービスを提供している。
キーウスターは、ウクライナで最大の通信インフラを構築した。これには、自社の48,000を超える基地局があり、全長44,000 km、帯域幅380Gbpsを超える光ファイバーネットワークを使用している。

## 様々なサービス
主要な通信サービスとともに、FMCサービス（固定網と移動網の収束）、デジタルソリューション（ビッグデータ、産業用IoT、クラウド、モバイル金融サービスなど）を提供している。同社は、これらの製品を独立して、またはMicrosoftを含む大規模なIT企業と提携して提供している。
キーウスターはまた、OTT TV事業のリーダーの1つでもあり、250を超えるTVチャンネルへのアクセスを提供している。

## 評価
2016年の業績結果で、キーウスターは29のウクライナ大企業の1つになった。これを評価して、アメリカのコンサルティンググループのデロイトによると、中央および東ヨーロッパで最大の500社にランクされている。
ウクライナの『特派員』誌によると、2020年にはキーウスターはウクライナで最も高価なブランドになり、TOP-100の評価でウクライナで最高の雇用主になった。また、モバイル通信で年間最優秀企業に選ばれた。2020年と2021年の業績結果によると、キーウスターは「通信と情報」分野の企業の中で最大の納税者であった。

## 参照項目
- ウクライナの電気通信
- ウクライナの電気通信 (Telecommunications in Ukraine)
- ウクルテレコム